# Kvangdzsu Világbajnoki Stadion
A Kvangdzsu Világbajnoki Stadion egy többfunkciós sportlétesítmény Kvangdzsuban, Dél-Koreában. Eredetileg a 2002-es labdarúgó-világbajnokságra épült, két csoportmérkőzést és egy negyeddöntőt rendeztek itt. Befogadóképessége 40245 fő. 2011 és 2020 között a Kvangdzsu FC otthonának számított. 
A dél-koreai válogatott korábbi holland szövetségi kapitánya Guus Hiddink tiszteletére a létesítményt Guus Hiddink Stadionnak is szokták nevezni. 

## Események

### 2002-es labdarúgó-világbajnokság
| Dátum            | Pályaválasztó | Eredmény                 | Vendég     | Forduló     |
| ---------------- | ------------- | ------------------------ | ---------- | ----------- |
| 2002. június 2.  | Spanyolország | 3 – 1                    | Szlovénia  | B csoport   |
| 2002. június 4.  | Kína          | 0 – 2                    | Costa Rica | C csoport   |
| 2002. június 21. | Spanyolország | 0 – 0 (h.) (b.u.: 3 – 5) | Dél-Korea  | Negyeddöntő |